# Guarana
Pour les articles homonymes, voir Guarana.
Paullinia cupana
Espèce
Classification APG III (2009)
Le guarana (Paullinia cupana Kunth var. Sorbilis [Mart.] Ducke de son nom scientifique complet) est une liane de la famille des Sapindacées originaire de l'Amazonie brésilienne qui produit des baies rouges contenant ses graines (+/- 200 g). Il est appelé waraná (littéralement «  essence de la raison ») en satéré-mawé, un peuple autochtone dont les membres se revendiquent être "les fils du guarana" (os filhos do warana ou warana memb'yt dans leur langue) et qui est à la base du mythe de l'origine de la tribu.
Les industriels l'ont modifié dans les années 1990 pour en faire un arbuste moins riche en nutriments mais qui produit 3 à 5 kg de graines en moyenne et en extraire la caféine pour des boissons et des compléments alimentaires.

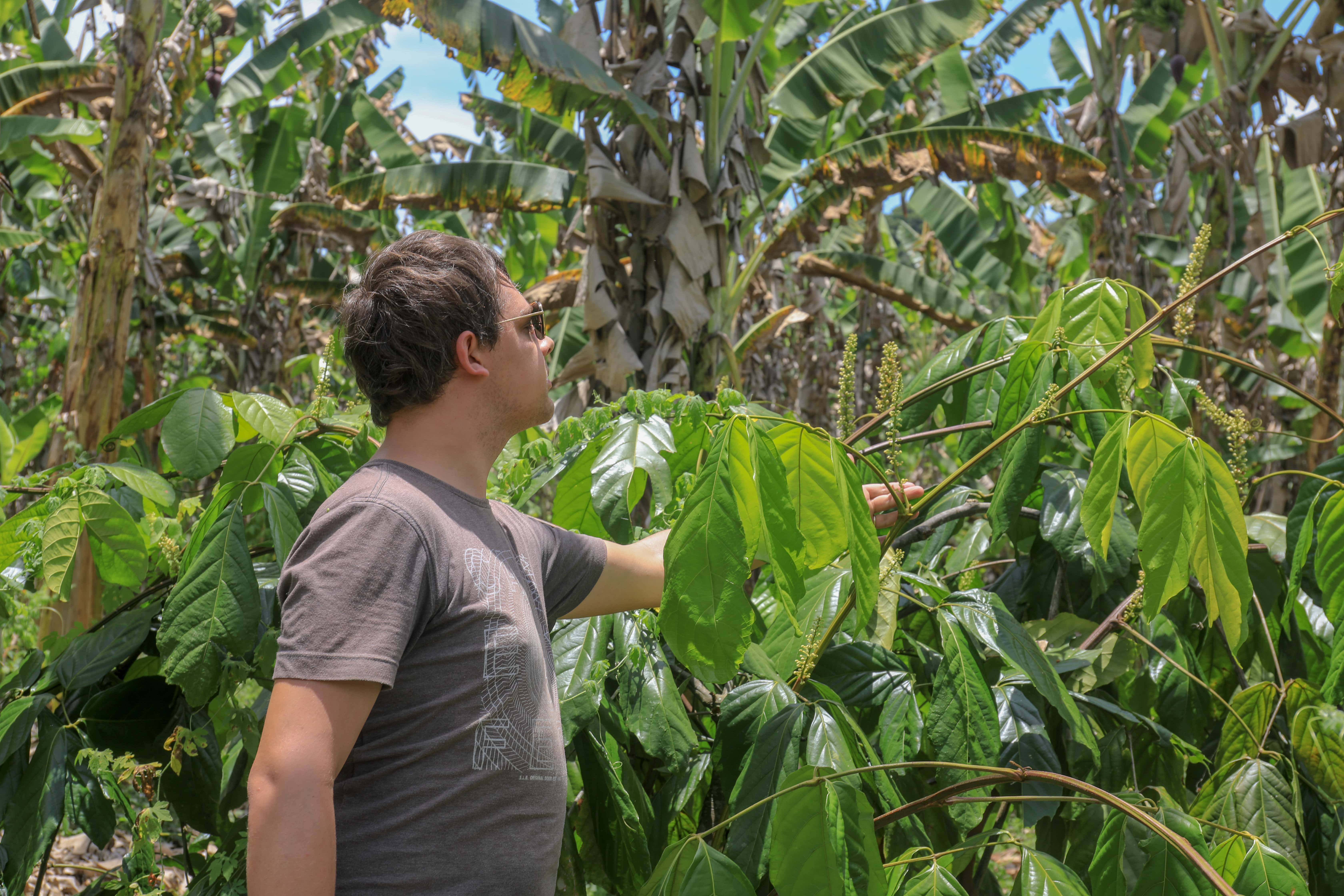
Plantation de Guarana au Brésil, région de Bahia

La plante est connue par les Européens depuis le XVIIIe siècle, découverte attribuée au médecin allemand Christian-François Paullini. Sa graine contient des méthylxanthines comme la caféine, de la théophylline et de la théobromine, ainsi que des quantités importantes de catéchines, ce qui en fait l'une des plantes toniques les plus complètes au monde. La graine décortiquée puis réduite en poudre est consommée pour ses propriétés stimulantes soit directement, soit diluée dans de l'eau ou du jus de fruits. Cette poudre est aujourd'hui classée additif alimentaire et complément alimentaire dans certains pays (États-Unis par exemple). Son goût est âpre, rappelant celui de la terre, mais avec une saveur caractéristique. Le fruit de couleur rouge laisse apparaître, lorsqu'il est mûr, une chair blanche ainsi que les graines.
Au Brésil, le guarana est cultivé dans les États de l'Amazonas (où il pousse à l'état sauvage), du Mato Grosso et de Bahia. Dans l'Amazonas, près de la municipalité de Maués, les Amérindiens de la nation satéré-mawé continuent de transmettre le mythe de l'origine de la domestication de la plante, dont ils furent les premiers à découvrir les propriétés, et de la cultiver et la commercialiser dans le cadre du Projet Waranà ou Projet Autonome Intégré d'Eco-ethno-développement Sateré Mawé (PAIESM),,.
Une forme de soda, très populaire au Brésil, appelée uniformément guarana, est produite à partir d'extraits de la plante. Au Portugal, ainsi qu'en Allemagne et en Suisse, une telle boisson – initialement exportée – est commercialisée depuis les années 1990.

## Usages
Le guarana est une plante très appréciée en phytothérapie comme 
- stimulant : cet effet serait dû à la caféine[réf. nécessaire].
- anti-fatigue : selon une étude de 1997, des souris de laboratoire ayant reçu dans leur boisson 0,3 mg/ml de guarana se montrent significativement plus résistantes au test de stress par nage forcée avec deux valeurs statistiquement significatives aux 100 et 200èmes jours de traitement. Cet effet n'a pas été obtenu avec une concentration 10 fois plus élevée (3,0 mg/ml) ni avec une suspension de ginseng (5,0 mg/ml) ou une solution de caféine à 0,1 mg/ml les auteurs n'attribuant donc pas les effets positifs à cette dernière, présente en plus faible dose dans le guarana, mais peut-être aux tannins et saponines[9].
- améliorant la mémoire : des tests d'évitement ou de mémorisation d'un chemin labyrinthique ont conclu à une amélioration de la mémoire chez la souris et légère chez le rat[9]. Des animaux traités durant 23 mois ont vécu aussi longtemps que les témoins, ce qui laisse penser que ce produit n'est pas ou faiblement toxique[9]. Il se montre capable chez la souris ou le rat de laboratoire « de partiellement inverser l'effet amnésique de la scopolamine, avec une légère amélioration de mémorisation d'un chemin dans un labyrinthe (tests Lashley III) pour un traitement/ingestion à 0,3 mg/ml mais avec absence d'effet pour une tâche d'évitement actif chez le rat, même après 20 jours d'administration de la guarana »[9].
- améliorant la concentration et le calcul mental  probablement pas grâce à la caféine (car mis en évidence à des doses faibles[10]) et donc probablement grâce à d'autres substances alcaloïdes et peut-être à des composés polyphénoliques[11](catéchines[11], épicatéchines[12] qui pourraient agir sur les facultés intellectuelles, notamment d'autres xanthines telles que la théobromine[10],[13],[14],[9]).
- antioxydant : R Mattei & al. en 1987 ont trouvé une capacité antioxydante in vitro et in vivo (même à relativement faibles doses (1,2 pg/ml), la guarana inhibe le processus de péroxydation lipidique[15] (réduite de 62,5% par un extrait à concentration de 2 μg/ml[12]).
- antibactérien et fongicide  avec alors un effet in vitro plus important contre Aspergillus niger, Trichoderma viride, Penicillium cyclopium ; Escherichia coli, Pseudomonas fluorescens et Bacillus cereus en extrait alcoolique qu'en solution dans l'eau (dans tous ces cas)[12]. Un effet a également été constaté sur d'autres microbes (Pseudomonas aeruginosa, Proteus mirabilis et Proteus vulgaris, à des doses de 16 à 128 μg/ml[16]).
- Chimiopréventif : Fukumasu & al. ont démontré cette action in vitro en 2006[17].

## Description

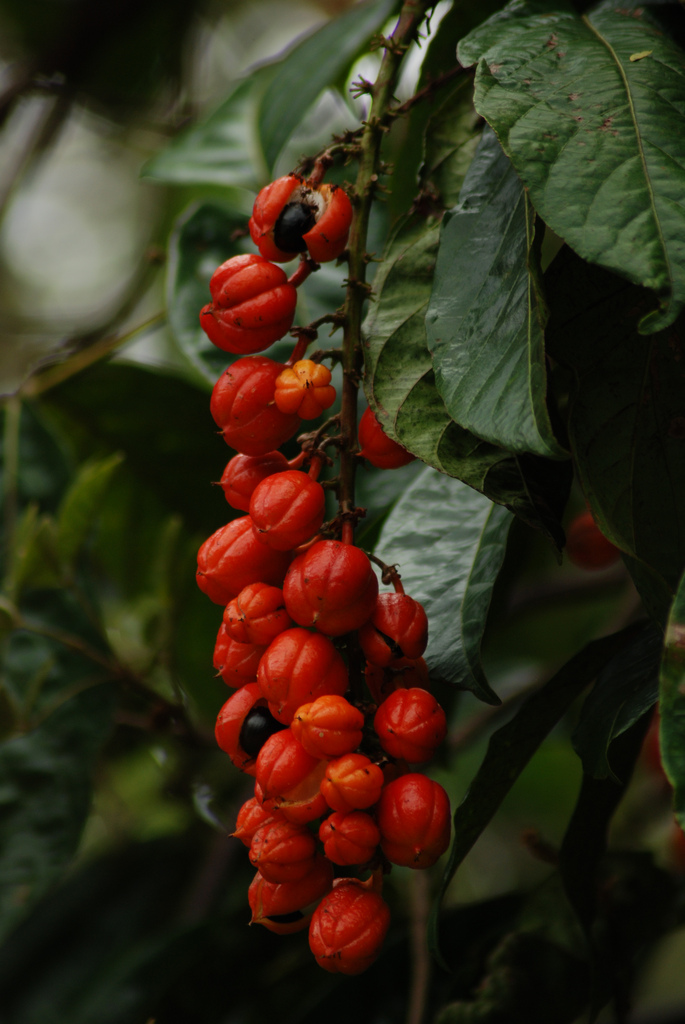
Infrutescence

Le Guarana, Paullinia cupana H.B.K. var. Sorbilis [Mart.] Ducke de son nom scientifique complet, est une liane sarmenteuse originaire de la forêt amazonienne qui fut probablement domestiquée entre deux et quatre millénaires dans le passé par les peuples autochtones de la région. Le Guarana est ensuite cultivé en arbuste planté dans des zones ensoleillées. Il s'agit d'une récolte annuelle : entre les mois de novembre et janvier, les fruits du Guarana se développent en grappes rouges contenant les graines, qui sont ensuite utilisées pour la consommation humaine.

Il s'agit d'une des plantes originaires d'Amazonie les plus importantes pour l'alimentation mondiale.

## Caractère psychoactif
Les graines de Guarana contiennent des méthylxanthines composées de caféine (environ 3 à 5 %) – parfois appelée guaranine –, mais aussi d'autres alcaloïdes comme la théophylline (0,4 g) et la théobromine (0,005 g), ainsi que des catéchines et polyphénols.
C'est donc un psychotrope stimulant, aussi utilisé en médecine traditionnelle chez les indigènes d'Amérique du Sud pour guérir de nombreux maux (tonique, antidiarrhéique, antinévralgique).
Il serait aussi bénéfique en complément de régimes amincissants[réf. nécessaire].
Il était employé en phytothérapie à l'époque précolombienne pour guérir de nombreux maux, par diverses tribus (Andira, Satéré-mawé de la branche Tupi-Guarani).
Pour le consommer, les Amérindiens pilent les graines  torréfiées et décortiquées avec un peu d'eau pour obtenir une pâte qui est ensuite malaxée et roulée pour former un bâton. Ce bâton est placé au-dessus d'un feu pendant plusieurs mois afin d'en assurer la conservation. Il est ensuite râpé avec de l'eau dans une calebasse avec une pierre basaltique typique de la région, une boisson traditionnelle appelée waranà hy ou eau de waranà chez les Sateré-mawé ; les populations métisses elles (les caboclo) utilisent plutôt une langue séchée de pirarucu (poisson géant du fleuve Amazone), cette boisson étant parfois aussi dénommée çapo. Certains attribuent des vertus aphrodisiaques au guaraná, ses graines contenant des substances tonico-nervines qui agissent sur les centres nerveux encéphaliques, en provoquant une stimulation érogène.

## Éléments présents dans la graine
La graine contient différents alcaloïdes et des précurseurs tels que l'adénine, la caféine, la guanine, l'hypoxanthine, la théophylline, la théobromine, la xanthine.
Elle contient également d'autres éléments : mucilages, pectine, tanins, acides aminés, acides gras essentiels, sels minéraux (calcium, potassium, phosphore, fer, cuivre, zinc, magnésium), oligo-éléments (sélénium, germanium, strontium) et vitamines (A, E, B1 et B3).

### Préparation
La capsule de la Guarana est triloculicide : à maturité, l’écorce rougeâtre du fruit se rompt selon trois fentes longitudinales, laissant apparaître trois graines rondes noires partiellement entourées d'un arille charnu blanc. Cette apparence est à l'origine de son appellation vernaculaire « l'œil de la forêt ».
On sépare tout d’abord le fruit de son écorce pulpeuse. Puis on sèche le fruit en plein air pendant 6 jours et 6 nuits.
Les baies séchées sont alors pilées dans un mortier avec un peu d’eau.
La pâte est alors roulée à la main pour obtenir comme des petits pâtons de pain de Guarana.
Ces pâtons seront fumés pendant 40 jours. Le pâton fumé pourra être alors conservé pendant plusieurs années.

## Production
En 2018, le Brésil a produit près de 3,3 mille de tonnes de guarana par an. Les principales utilisations du produit sont sous forme de boissons (guarana soda, et le soi-disant "guaraná naturel", sans gazéification) et il y a aussi l'utilisation pharmaceutique (guarana en capsules et poudre de guarana, comme complément alimentaire et / ou stimulant).

### Boisson

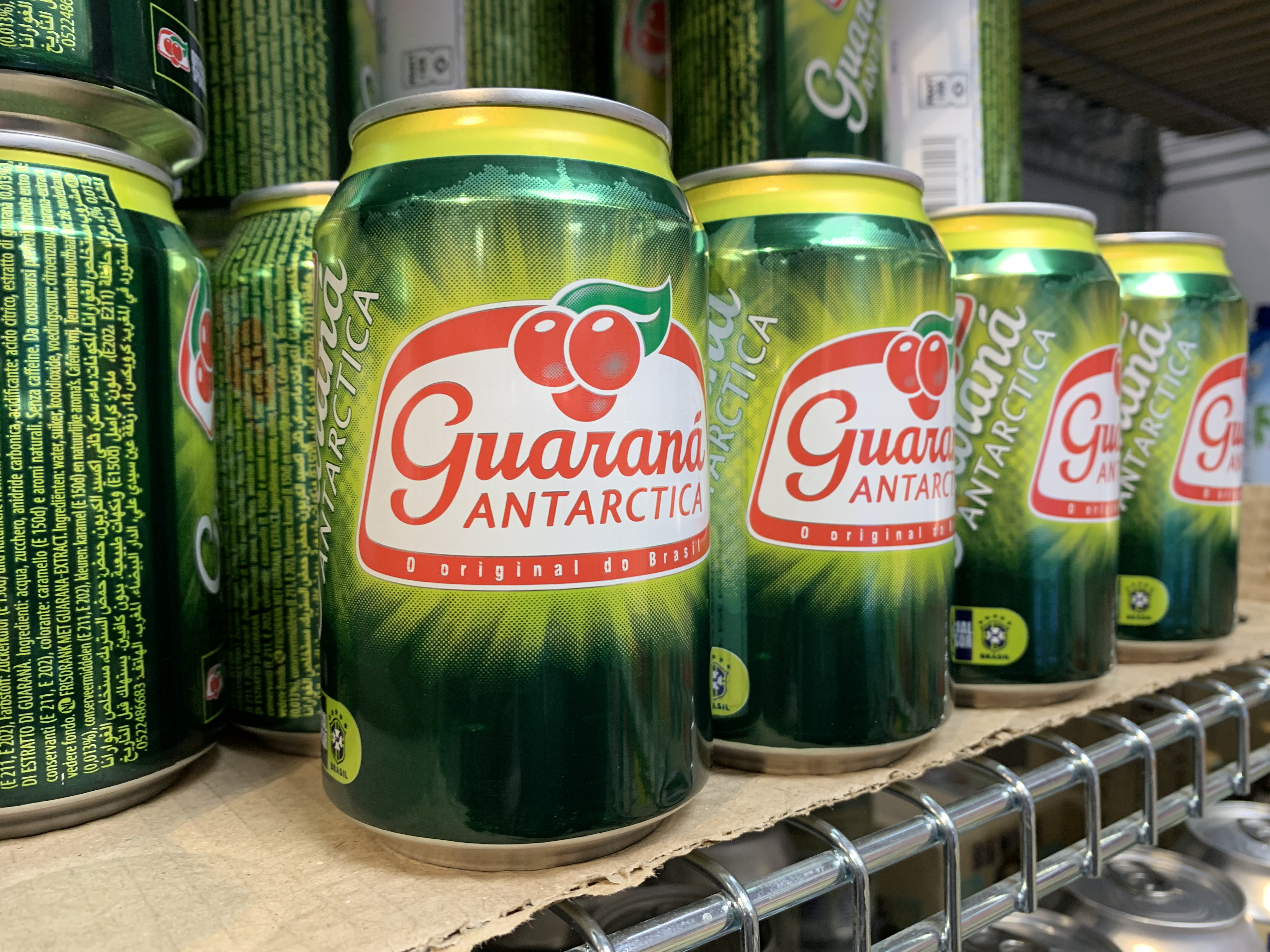
Guaraná Antarctica canettes

On appelle également Guarana une boisson sucrée gazeuse, ambrée, produite à partir des graines de la plante. Cette boisson, principalement fabriquée et vendue au Brésil et en Allemagne (Kicos), est très appréciée comme rafraîchissement. Elle est conditionnée en boîtes métalliques de 350 ml, et en bouteilles de 500 ml à 2,5 l (Allemagne : bouteilles de 700 ml). Quatre marques principales fabriquent cette boisson : Antarctica, qui produit la grande majorité du soda au guarana vendu au Brésil, Sarandi, dans le Sud du pays (marques brésiliennes), Guaranito, de la coopérative de commerce équitable Cercle des travailleurs chrétiens au Brésil (distribuée en France par le réseau Artisans du Monde) et Kuat (marque appartenant à Coca-Cola). On peut également la trouver sous le nom de Guaraná Antarctica, notamment chez Géant Casino ou chez Action, ou en Suisse à la Coop. Une boisson du même nom est commercialisée en Serbie par Knjaz Miloš Aranđelovac, et une autre en Nouvelle-Zélande.
Aujourd'hui, de nombreuses boissons (souvent du type smart drink) contiennent de la guaraná pour ses propriétés énergisantes, telles que des sodas, jus de fruits, boissons « énergisantes » (FAB de Forever Living Products, Long Horn, Dark Dog, Guru ou Burn, So WOW et Red Bull), et même des bières (Vores Øl, Desperados Red, Bière Sedania, Kick de Molson, Shok de Labatt et la Bière française Timbó qui est la seule à intégrer la guarana cueillie par les Indiens Satéré-mawé).
Des analyses de laboratoires publiées en 1997 ont montré que plusieurs produits commercialisés contenaient des doses de guarana moindres qu'annoncé ou n'en contenaient pas du tout.
Au Brésil, principalement à Rio de Janeiro et São Paulo, il y a une grande consommation de guarana naturel (qui remplace les boissons énergisantes comme Red Bull). Des marques comme Guaravita et Guaracamp sont célèbres dans le pays. La boisson est vendue dans des gobelets en plastique avec un couvercle scellé de 300 ml ou dans des bouteilles de 600 ml. En 2014, Guaravita fabriquait 35 millions de verres de guarana par mois au Brésil.

## Biodiversité

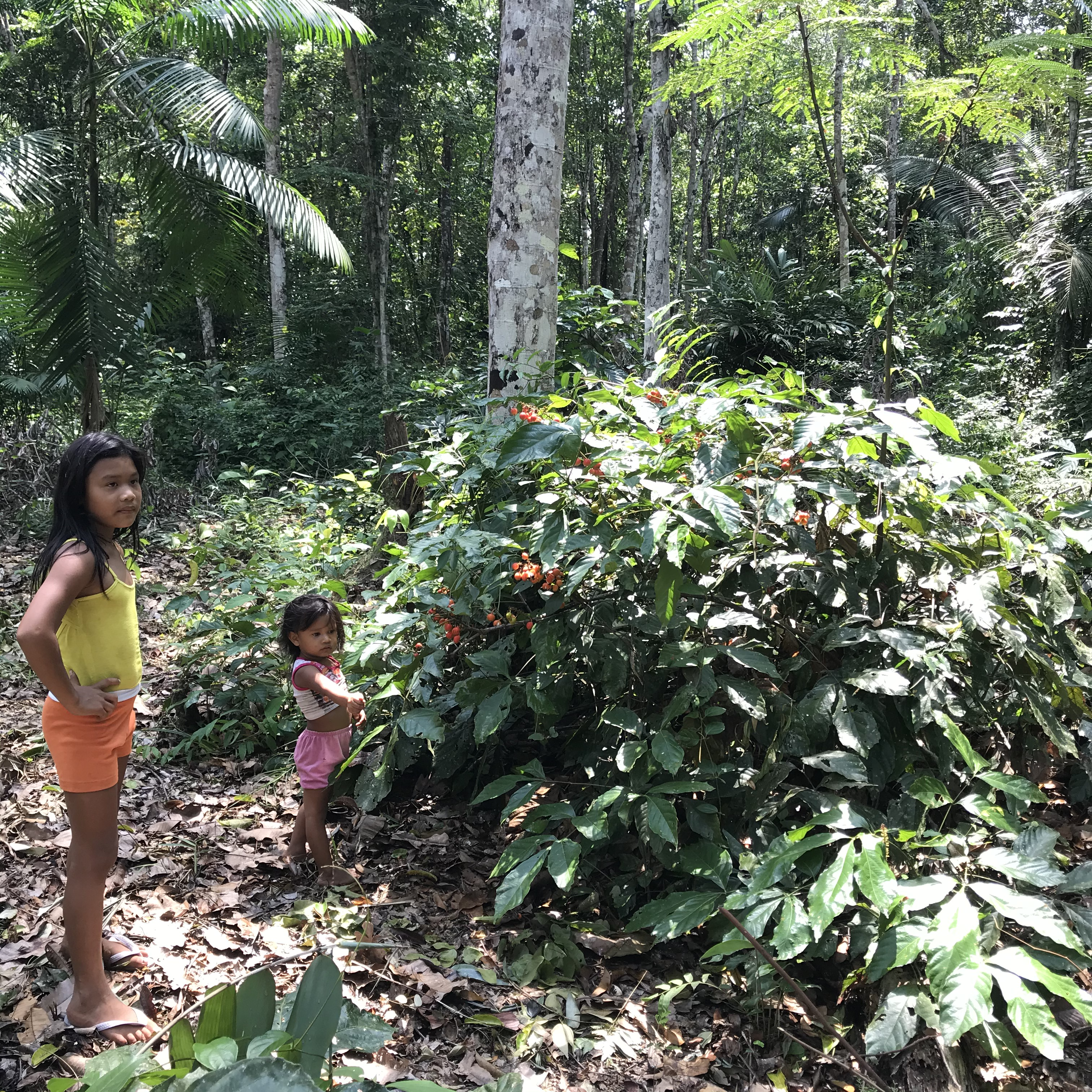
Un jardin-forêt de Waranà (guaranà sauvage) chez les Indiens Sateré Mawé.

Pour sauvegarder et encourager la culture du guarana sauvage (nommé Warana en langue Sateré-mawé, ou Guarana des Terres d'origine dans son appellation commerciale) par les Satéré-mawé, les producteurs de la Sentinelle du mouvement Slow Food, se sont groupés en Consortium des Producteurs Sateré Mawé (CPSM) sous l'égide du Conselho Geral da Tribo Sateré Mawé (CGTSM), organe représentatif des Indiens Satéré-mawé. Ils ont notamment obtenu l'Appellation d'Origine pour le Warana en 2020, ; le 22 avril 2024, ils reçoivent la distinction Selo Indigena do Brasil (Label Indigène du Brésil) des mains du Président brésilien Lula.

## Toxicologie
Une étude a cherché à déterminer les seuils d'effets comportementaux et éventuellement toxiques (aigus et chroniques) chez le rat et la souris, d'éventuels effets sur le poids de l'animal, son activité motrice, son taux de mortalité (avec examen histopathologique des viscères) tout en comparant ces seuils et effets à ceux produits par le ginseng (Panax ginseng). 
Même à doses élevées (jusqu'à 1000 à 2000 mg/kg ; i.p. et p.o.) et prolongées, la guarana n'a pas montré d'importantes modifications dans les paramètres de dépistage toxicologique (les animaux traités n'ont pas maigri, ont vécu aussi longtemps que les témoins, et n'ont pas montré de signes histopathologique de toxicité au niveau du cœur, des poumons, de l'estomac, du petit et gros intestin, du foie, du pancréas, des reins, de la vessie et de la rate). 
L'activité motrice des animaux traités n'est pas modifiée, et la guarana n'a pas modifié l'effet hypnotique du pentobarbital. Alors que le Ginseng (250-1000 mg/kg i.p.) a lui inhibé l'activité motrice et causé un hérissement des poils et un abaissement involontaire des paupières (ptosis).

### Vidéographie
- L'œil du Guarana (2009), film documentaire de 52 minutes qui présente les enjeux environnementaux et socio-économiques de la production de guarana en Amazonie brésilienne et le commerce équitable mis en place par les Sateré-mawé autour de cette plante. Réalisation : José Huerta. Production : Jour J. Productions.
- Les héritiers du guarana (2006), film documentaire de 52 minutes qui présente la culture du Guarana en Amazonie brésilienne et notamment chez les Sateré-mawé. Réalisation : Rémi Denecheau. Production : RDV Productions.